# Monte Dean
Il Monte Dean (in lingua inglese: Mount Dean) è una montagna antartica, alta 1.620 m, situata 4 km a nordest del Monte Ruth Gade, all'estremità nordorientale del Quarles Range, catena montuosa che fa parte dei Monti della Regina Maud, in Antartide.
Fu probabilmente avvistato per la prima volta nel 1911 dalla spedizione antartica guidata dall'esploratore polare norvegese Roald Amundsen e mappato sulla base di ispezioni in loco e di foto scattate dall'aereo, dalla prima spedizione antartica dell'esploratore polare statunitense Richard Evelyn Byrd del 1928-30.
La denominazione fu assegnata dall'Advisory Committee on Antarctic Names (US-ACAN), in onore del meteorologo Jesse D. Dean, che aveva passato la stagione invernale alla Base Amundsen-Scott nel 1962.